# Piotr Skuratowicz
Piotr Skuratowicz (ur. 20 lipca?/1 sierpnia 1891 w majątku Filipkowicze k. Bobrujska, zm. wiosną 1940 w Charkowie) – generał brygady Wojska Polskiego, kawaler Orderu Virtuti Militari, ofiara zbrodni katyńskiej.

## Życiorys
Syn Jana i Eleonory z Oleszkiewiczów, brat Teofila, który służył w 4 pułku Ułanów Zaniemeńskich, wsławił się w wojnie polsko-bolszewickiej i zginął w bitwie pod Hrebionką 9 lipca 1920. 
Piotr Skuratowicz ukończył Suworowski Kurs Kadetów w Połocku. Następnie został przydzielony do 6 pułku huzarów i wraz z nim od 1914 walczył na frontach I wojny światowej w Armii Imperium Rosyjskiego. W 1916 przeszedł do lotnictwa. Następnie do maja 1918 w I Korpusie Polskim w Rosji. Po kapitulacji Korpusu w maju 1918 przedostał się samolotem do Murmańska, a następnie w sierpniu przez Anglię do Francji do Armii gen. Hallera, z którą powrócił w czerwcu 1919 do kraju. W armii Hallera służył w latach 1919–1920 dowodząc dyonem strzeleckim, szwadronem instruktorskim szwoleżerów oraz szwadronem zapasowym szwoleżerów. 
3 maja 1922 został zweryfikowany w stopniu majora ze starszeństwem z dniem 1 czerwca 1919 i 61. lokatą w korpusie oficerów jazdy (od 1924 roku – kawalerii). Pełnił służbę w 6 pułku strzelców konnych (1920–1922), 8 pułku ułanów (1922–1924) jako dowódca dywizjonu i Centrum Wyszkolenia Kawalerii (1924–1929). 1 grudnia 1924 został mianowany podpułkownikiem ze starszeństwem z dniem 15 sierpnia 1924 i 13. lokatą w korpusie oficerów kawalerii. W marcu 1929 ogłoszono jego przeniesienie do 10 pułku strzelców konnych w Łańcucie na stanowisko dowódcy pułku. We wrześniu 1932 został mianowany dowódcą XII Brygady Kawalerii w Ostrołęce. W kwietniu 1937 został mianowany szefem Departamentu Kawalerii Ministerstwa Spraw Wojskowych w Warszawie. 19 marca 1939 został awansowany na generała brygady.
Podczas kampanii wrześniowej dowodził Grupą „Łuck”. Po agresji ZSRR na Polskę (17 września 1939) i okupacji wschodnich terenów II Rzeczypospolitej zatrzymany przez NKWD i wywieziony do obozu w Starobielsku. Wiosną 1940 został zamordowany przez funkcjonariuszy NKWD w Charkowie i pogrzebany potajemnie w bezimiennej mogile zbiorowej w Piatichatkach, gdzie od 17 czerwca 2000 mieści się oficjalnie Cmentarz Ofiar Totalitaryzmu w Charkowie. Figuruje na Liście Starobielskiej NKWD pod poz. 3145.

## Życie prywatne
Żonaty od 1935 z Jadwigą z Bagińskich. Jego bratankiem był Witold Skuratowicz.

## Ordery i odznaczenia
- Krzyż Srebrny Orderu Wojskowego Virtuti Militari (1921)[11]
- Krzyż Oficerski Orderu Odrodzenia Polski[1]
- Złoty Krzyż Zasługi (10 listopada 1928)[12][1]
- Medal Niepodległości (20 lipca 1932)[13]
- Medal Pamiątkowy za Wojnę 1918–1921[14]
- Medal Dziesięciolecia Odzyskanej Niepodległości[14]
- Odznaka 10 Pułku Strzelców Konnych[15]
- Kawaler Legii Honorowej (Francja)[14]
- Kawaler Orderu Korony (Belgia)

## Awanse i upamiętnienie
Postanowieniem nr 112-48-07 Prezydenta Rzeczypospolitej Polskiej Lecha Kaczyńskiego z 5 października 2007 został awansowany pośmiertnie do stopnia generała dywizji. Awans został ogłoszony 9 listopada 2007 w Warszawie, w trakcie uroczystości „Katyń Pamiętamy – Uczcijmy Pamięć Bohaterów”.
Od 18 października 1990 generał jest patronem ulicy na terenie obecnej dzielnicy Praga-Południe w Warszawie.